# Idle Wild
Idle Wild ist ein Jazzalbum von Dennis González’ Spirit Meridian. Die am 6. August 2004 in den Park West Studios, New York City entstandenen Aufnahmen erschienen 2005 auf Clean Feed Records.

## Hintergrund
Dennis González’s Spirit Meridian ist ein Quartettprojekt des Trompeters; mit González spielten der Altsaxophonist Oliver Lake, der Bassist Ken Filiano und als Schlagzeuger Gonzalez’ langjähriger Mitarbeiter Michael T. A. Thompson. Zu den Stücken des Albums gehören eine episodische Hommage an den 2004 verstorbenen Art-Ensemble-of-Chicago-Bassisten Malachi Favors. Dieser hatte noch 2003 bei Gonzalez’ Album Old Time Revival mitgewirkt. Das Stück „Bush Medicine“ bezieht sich auf den damaligen US-Präsidenten George W. Bush.

## Titelliste

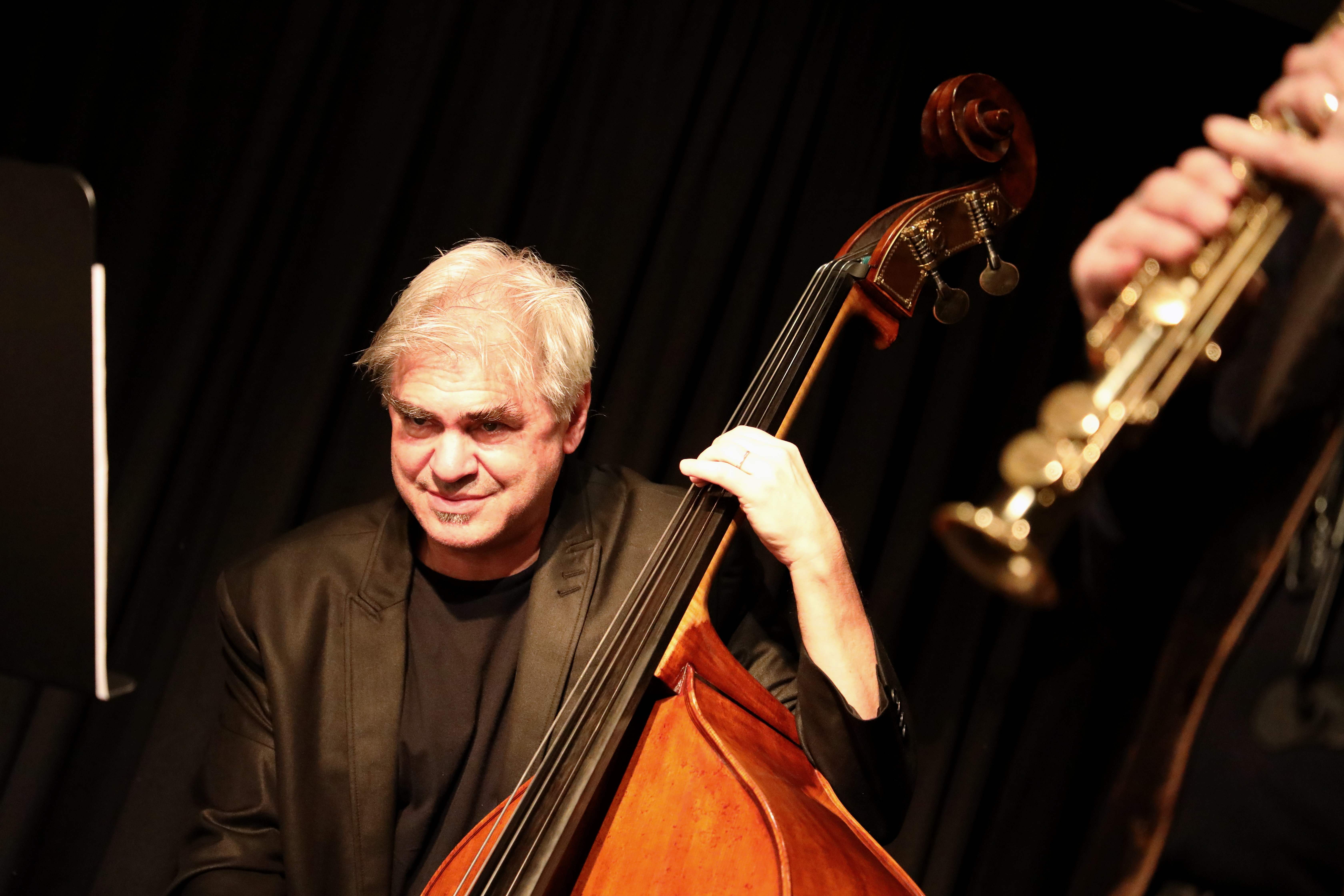
Fen Filiano (2019)

- Dennis González’s Spirit Meridian: Idle Wild (Clean Feed CF035CD)[1]

1. Elechi - Elegy for Malachi Favors 21:36
2. Bush Medicine 12:22
3. Dust 8:52
4. Idle Wild (González, Filiano, Thompson, Lake) 11:33
5. Song 8:22
6. Document for Toshinori Kondo (Aaron González, Dennis Gonzalez, Stefan González) 6:03

Wenn nicht anders vermerkt, stammen die Kompositionen von Dennis González.

## Rezeption
Scott Yanow verlieh dem Album in Allmusic vier Sterne und schrieb, das die Kompositionen des Trompeters besonders von Ornette Colemans frühem Quartett beeinflusst seien. Dieses Album sei auch insofern gut konzipiert, als es im Laufe der Entwicklung immer intensiver und leidenschaftlicher werde. Altsaxophonist Oliver Lakes Spiel sei besonders erfinderisch, herausragend sei die Rolle des Bassisten Ken Filiano spielt eine herausragende Rolle, Schlagzeuger Michael Thompson agiere aufmerksam und anregend, und Gonzalez’ Spiel sei immer zielstrebig, selbst wenn es am freiesten ist.

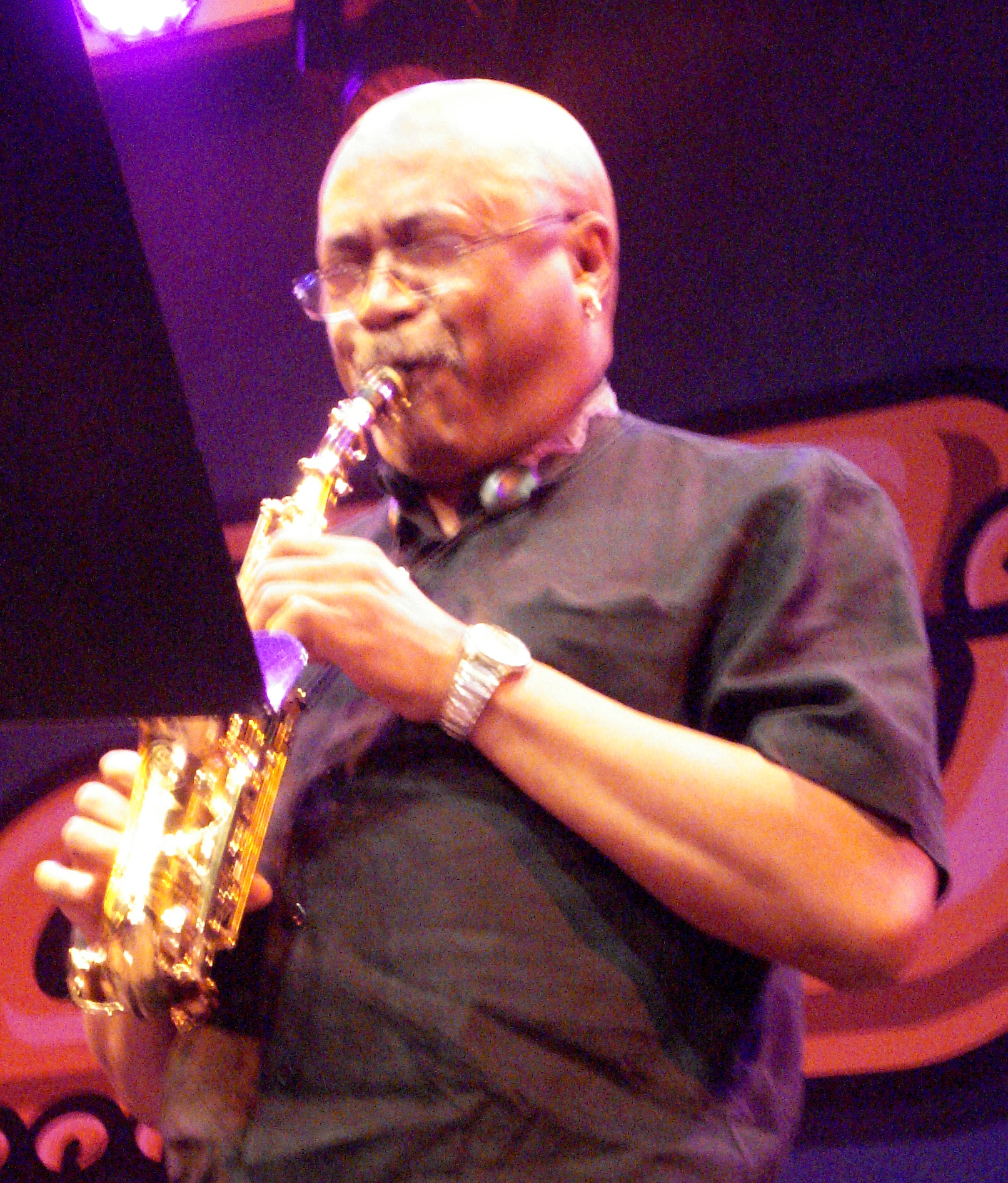
Oliver Lake bei einem Auftritt beim Jazzfestival Saalfelden 2009

Nach Ansicht von Mark Corroto, der das Album in All About Jazz rezensierte, Idle Wild schöpfe aus vielen „neuen“ Bewegungen im Jazz. Das über 21-minütige Eröffnungsstück, das Malachi Favors gewidmet ist, spiele mit einem Sketches of Spain/Witchi-Tai-To-Feeling, bevor es sich zu einem Percussion/Blechbläser-Call and Response entwickle. Das Stück klinge ähnlich wie eine Art-Eensemble-of-Chicago-Improvisation; Lake und Gonzalez würden eine klassische Partnerschaft bilden und zeitweise spielen wie „Coleman/Cherry trifft auf John Zorn/Dave Douglas“. Das Album endet mit dem temperamentvollen „Document For Toshinori Kondo“, einem Stück, das stark von der New Yorker Szene geprägt sei und Aufmerksamkeit verlange. All dies sei Beweis dafür, dass Gonzalez nie weit von dem entfernt war, was dort passiert.
Was ihn in letzter Zeit an Dennis Gonzalez’ Arbeit so angezogen habe, meinte David Dupont (One Final Note), seri dessen Fähigkeit, so frei zu Groove (Musik)grooven. Er entwerfe Stücke, die fröhlich dahinhüpfen und weder die Rhythmusgruppe noch die Frontsolisten zu zügeln scheinen. So spiele die Band einen Calypso-Beat auf „Bush Medicine“ und schaffe ein polterndes, aus Afrika stammendes Feeling auf „Song“. Wie NAM, angeführt von Ahmed Abdullah, könnte dieses Ensemble des Trompeters bei Zuhörern jenseits des Jazz-Hardcore erfolgreich in Kontakt treten.